# Homaroa brontonepha
Homaroa brontonepha är en fjärilsart som beskrevs av Collenette 1931. Homaroa brontonepha ingår i släktet Homaroa och familjen tofsspinnare. Inga underarter finns listade i Catalogue of Life.